# Colatxoa
Colatxoa (aragonès: Calachoa) és una caseria del municipi de Monesma i Queixigar, damunt la serra de Llera, al límit amb el terme de Cornudella de Valira.